# 一次编写，到处编译
“一次编写，到处编译”（英語：Write once, compile anywhere，简写为WOCA）是一种编写跨平台计算机程序的哲学，旨在让计算机程序能够在不同的系统平台上编译而不必修改其源代码。和太阳微系统公司的“一次编写，到处运行”口号不同，这种跨平台特性体现在源码层面上，而非字节码层面。
许多编程语言都遵循“一次编写，到处编译”的准则，如C++、Pascal （参见Free Pascal）、Ada和C语言（只要不使用标准库以外的函数）。计算机程序也可以使用可以提供抽象层来遮盖不同平台间差别的跨平台来保证代码的可移植性，如套接字、图形用户界面库。比如Lazarus和它的LCL及其窗口组件。